# لیکویو هایتس (کنتاکی)
لیکویو هایتس (به انگلیسی: Lakeview Heights) شهری در ایالت کنتاکی کشور ایالات متحده آمریکا است که جمعیت آن در سرشماری سال ۲۰۱۰ میلادی، ۱۸۵ نفر بوده‌است.